# Herzogenrath
Herzogenrath (ripuari: Herzeroa; limburgi: Hertseraoj; holland: 's-Hertogenrade) település Aachen körzetében, Németországban, Észak-Rajna-Vesztfália tartományban.
Németországon belül Aachennel és Baesweilerrel; Hollandiában Kerkrade városával határos; a német-holland országhatár egy szakaszon egy főút közepén fut végig, majd közvetlenül a határon átnyúló Eurode irodakomplexum központján keresztül. Lakosainak száma 47 071 fő (2023. december 31.).

## Éghajlat
Az éves csapadékmennyiség 760 mm. A csapadékmennyiség a Német Meteorológiai Szolgálat mérési pontjai átlagának középső harmadában van. A legszárazabb hónap az október, a legtöbb eső májusban esik.
A legcsapadékosabb hónapban körülbelül 1,4-szer több eső esik, mint a legszárazabb hónapban.

## Geológia
Herzogenrath városa két alapvetően eltérő geológiai eredetű táj közötti átmeneti területen fekszik. Délről (Eifel, Ardennek) a variszkuszi hegységképződés során képződött Rajnai Palakő-hegység északi irányban egyre mélyebbre zuhan. E fölött észak felé egyre vastagabb rétegekben rakódnak le az újabb földtörténeti korszakokból származó, egyre vastagabb üledékek. Mindkét területen a felszín alatti rétegeket törésvonalak tagolják, amelyek közül néhány még mindig aktív. Az egyik ilyen törésvonal, a Feldbiss, Herzogenrathban húzódik.
A palahegység idősebb rétegei, amelyek észak felé egyre mélyebbre hatolnak, a felső (fiatal) rétegtől az alsó (öreg) rétegekig kréta, karbon, devon és idősebb rétegekre oszlanak. A felette lévő üledékek nagyrészt a harmadidőszakból származnak. A legfiatalabb rétegek (pl. a helyenként előforduló löszös vályogtakarók) azonban a negyedidőszakból származnak, és ezért geológiailag még mindig nagyon fiatalok. Az egykor Herzogenrathban és környékén működő szénbányászat számára az altalajnak ez a geológiai felépítése a Feldbisstől délre (Kohlscheid, Straß, Pannesheide) közvetlenül a föld alatt fekvő szénrétegek előnyét jelentette, ugyanakkor a tőle északra (Merkstein) található, vízben gazdag fedőrétegek miatt jelentős vízmentesítéssel járó mélybányászatot tett szükségessé.

## Természet és táj

### Vizek
Herzogenrath a Wurm völgyében, 140 méteres magasságban található.
Tőle keletre a Noppenberg und Nordstein és az Anna 2 meddőhányók találhatóak.
A Wurm, a Rur legjelentősebb mellékfolyója, először kelet felé halad el Herzogenrath Kohlscheid és Straß városrészei mellett, majd Herzogenrath városközpontját egy déli, a várat körülvevő részre és egy északi részre (Afden) osztja, ahol a vasútállomás, az ipari terület és a városháza található. Az Alsdorfból nyugati irányban eredő Broichbach (más néven: Broicher Bach) közvetlenül Herzogenrath központjában torkollik a Wurmba, és elválasztja Afdent és Herzogenrath nyugati részét (Niederbardenberget, Ruifot és Wefelent) a város többi részétől. A Broichbach-völgy üdülőterületén, a torkolat felett mintegy 500 méterrel található víztározó szabályozza a Broichbachból a Wurmba ömlő vizet. Itt található a történelmi Erkensmühle malom is.
A Wurm az óvárostól északra halad el a St. Gobain üveggyár területén, amelynek végén holland területre lép, és egészen Übach-Palenbergig és a hollandiai Rimburgig Hollandia és Németország határfolyója lesz.
Herzogenrath városi területét érinti egy másik vízfolyás, az Amstelbach, amely Aachen északnyugati részén ered. Ez Aachen-Richterichtől észak felé halad, majd nyugat felé áthalad Kircheich, Mühlenbach és Pannesheide városrészeken, míg Bank városrészt közvetlenül vágja át. Pannesheidénél az Amstelbach rövid időre Németország és Hollandia közötti határfolyóvá válik, mielőtt a – holland nevén -  Anselderbeek át nem tör az Anstelvallein (Amstel-völgyön) Kerkrade zöld városrészébe. Hofstadt (Finkenrath) városrésszel szemben a patak a Strijthagerbeek folyóval együtt a Wurmba ömlik.

### Wurm-völgy
A közeli Wurm-völgy ideális a gyalogláshoz és a kerékpározáshoz. Ez a terület a Wurm folyó síkvidéki szakaszát foglalja magában, amely körülbelül 3 kilométer hosszú (a Wurm-völgy herzogenrathi szakasza), és amely Herzogenrath és Übach-Palenberg között Hollandia és Észak-Rajna-Vesztfália közötti országhatárt képezi. A Wurm, amely akár 8 méter széles is lehet, helyenként nagy kanyarokban kanyarog az ezüstfűzzel, égerrel, kőrissel, fűzbokrokkal és magas lágyszárú növényekkel sűrűn benőtt árterületen. A renaturalizált vízfolyásra jellemzőek a néhol több méter magas, csúszós lejtők, a homokos-kavicsos, részben agyagos meander-szigetek. A korábban füves réteket mára részben a szukcessziónak hagyták, és vizes élőhelyi cserjékkel nőtték be. A magasabb területeken főként tölgyekből és nyírfákból álló lombhullató erdő nő. A területen belül a Wurm utolsó kb. 400 méteres szakaszát kiépítették. A holland oldalon és a nyugati Wurm-mellékfolyók völgyeiben (Dentgenbach, Strijthagerbeek Anselderbeek/Amstelbach) víztárolókat hoztak létre, és két horgásztó is található.

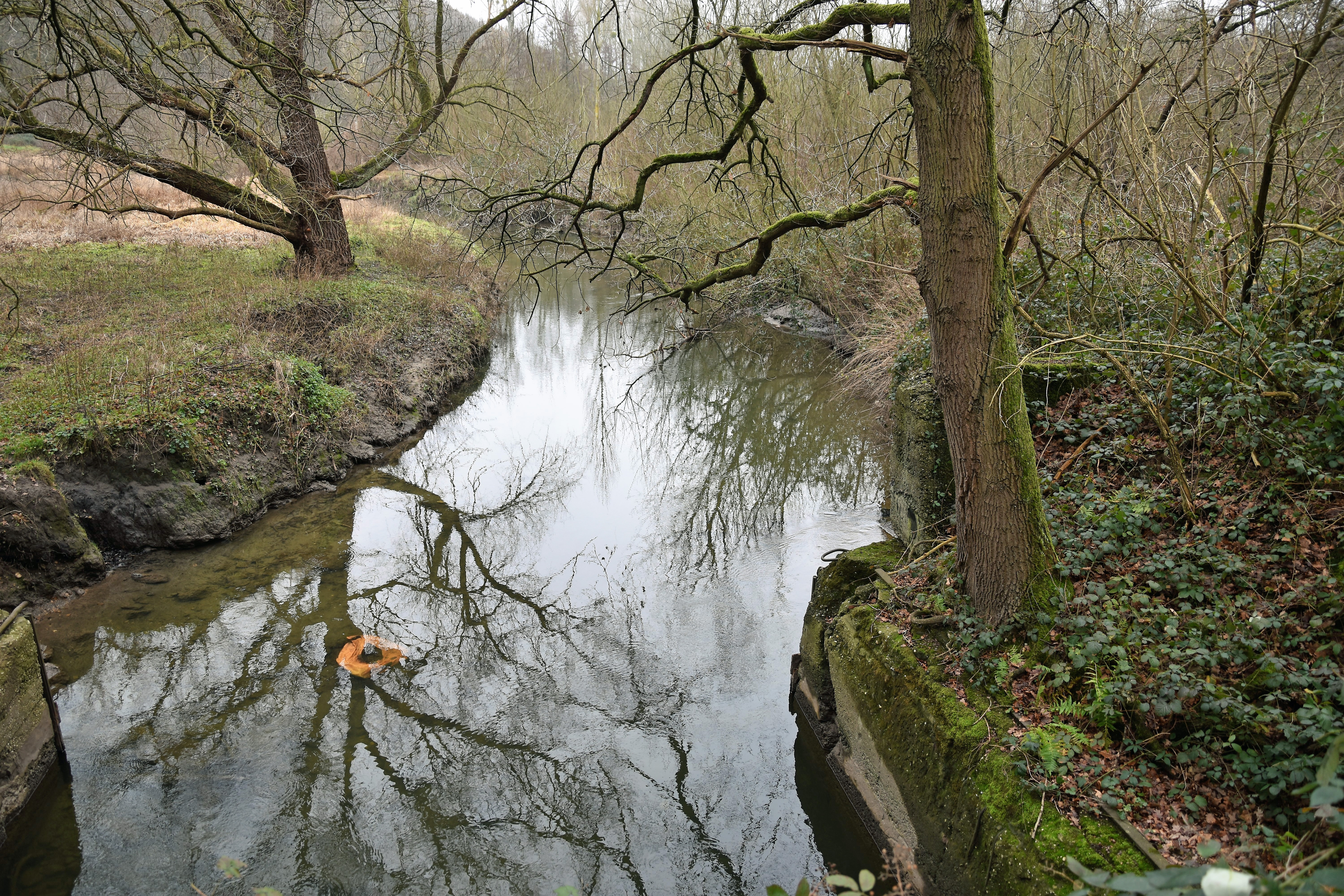
A Wurm a Wurm-völgyben

A Wurm-völgytől nyugatra fekszik a Wurmtal südlich Herzogenrath természetvédelmi terület.

## Történelem
Herzogenrath története szorosan kapcsolódik a szomszédos hollandiai Kerkrade városéval, amely az itt húzódó holland-német határ holland oldalán fekszik. A Wurm folyó mellé települt Herzogenrath (korábbi holland nevén s'Hertogenrode) neve a 11. században Rode volt. Az 1104-ben Ágoston-rendi szerzetesek alapította Kloosterrade, vagy más néven Rolduc nevű apátság Annales Rodenses évkönyvében említik először Rode néven, mint a Saffenberg grófok „Castrensis Viculis” várbeli települését. Az apátság alapvetően befolyásolta Kerkrade sorsát, megalapítását követően a környező tanyák és falvak is felvirágoztak, a Maastrichtból Kölnbe vezető fontos középkori kereskedelmi útvonal Kerkradén és Herzogenrathon keresztül vezetett át.
I. János a Brabanti Hercegség csapatai élen az 1288-as Worringeni csatában elnyerte a Limburgi Hercegséget, benne Herzogenrath-tal (magyarul "Rode Hercegség"; hollandul 's-Hertogenrode vagy 's-Hertogenrade; franciául Rode-le-duc). Az elmúlt évszázadokban a város többször is gazdát cserélt, 1430-ban a Burgundi Királysághoz került, amely viszont 1477-ben a Habsburg Birodalom része lett.
A reformáció és a felvilágosodás közvetett következményeként hosszú folyamat során alakult ki az Egyesült Holland Köztársaság, amely a Spanyolország elleni 1568 és 1648 közötti nyolcvanéves háborúval zárult, amely valójában inkább fegyveres konfliktusok sorozata volt, és a harmincéves háborúval együtt ért véget. Ennek eredménye Hollandia kiválása a Német Birodalomból és az Egyesült Holland Köztársaság függetlensége lett. Különösen a konfliktus korai szakaszában Herzogenrath többször volt a szembenálló felek közötti háborúk elszenvedője, több alkalommal fosztogatás és pusztítás színhelyévé tették, főként a spanyol csapatok. E háborús tapasztalatok közvetett következménye volt a herzogenrathi Szent Sebestyén lövészegylet 1250-ben történt megalapítása, amelyet először 1617-ben említ egy dokumentum. Herzogenrath 1661-ben az Egyesült Holland Köztársaság része lett, de 1663-ban a Klosterrath apátság főapátjának kezdeményezésére újra spanyol fennhatóság alá került. Ezt követően 1713 és 1785 között osztrák, 1795 és 1813 között pedig francia uralom alá került. 1815-ben, amikor a Bécsi kongresszust követően megalakult a Holland Királyság, a német-holland határt a város közepén, Herzogenrath és Kerkrade között húzták meg.
Rolduc szerzetesei a 18. században kisüzemi szénbányászatba kezdtek, melyet modernebb, világiak által végzett bányászat követett 1860-tól, melynek következtében a lakosság jelentősen megnőtt, a főként dél-európai bányászok folyamatos letelepedésének következményeként.
Az első világháború alatt a németek először a határutca, a Neustraße mentén emeltek erődítményt, amelyet a háború végén ugyan lebontottak, de a második világháború elején újra felépítették.
A második világháborút követően a német határerődítményeket többször elkezdték lebontani, de végül teljesen csak az 1990-es évek elején, a Schengeni egyezményre való előkészületek során végeztek vele.
Herzogenrathot, Merksteint és Kohlscheidet 1972. január 1-jén Herzogenrath központtal Herzogenrath néven várossá egyesítették.

## Utca, mint országhatár
A Neustraße (hollandul Nieuwstraat) utca közepén húzódik a Herzogenrathot és Kerkradét, Németországot és Hollandiát összekötő város- és országhatár.
A "határt" a németek az első- és a második világháború alatt jelentősen megerősítették. A második világháborút követően, 1951-ben mindkét ország az Európai Unió alapító tagja lett. Az Unió megalapítását követően gyalog mindkét országból szabaddá vált a határátlépés. A járművek részére viszont egy 30 cm magas fallal jelölték a határt az egész utcahosszában, számukra megmaradtak a határátkelők és változatlanul folytatták a határellenőrzéseket.
1995-ben a "falat" a Schengeni egyezmény alapján teljesen elbontották. A Neustraße ma már egy kétirányú út, a felszabadult területen fák és kerékpársávok vannak. A határ jelöletlen, így a közlekedés során például a körforgalomban, vagy egy előzéskor nem lehet észlelni a "határátlépést".
A két város ma már megosztja a közszolgáltatások egy részét, és gazdaságfejlesztési céllal kétnemzetiségű „Eurode városként” hirdeti magát. Közös kétnemzetiségű irodakomplexumuk is az Eurode nevet kapta, és úgy épült, hogy a határ közvetlenül az épület halljának közepén haladjon át, az épület egyik szárnya Kerkradéban, a másik Herzogenrathban van.

## Herzogenrath és környéke bányászata

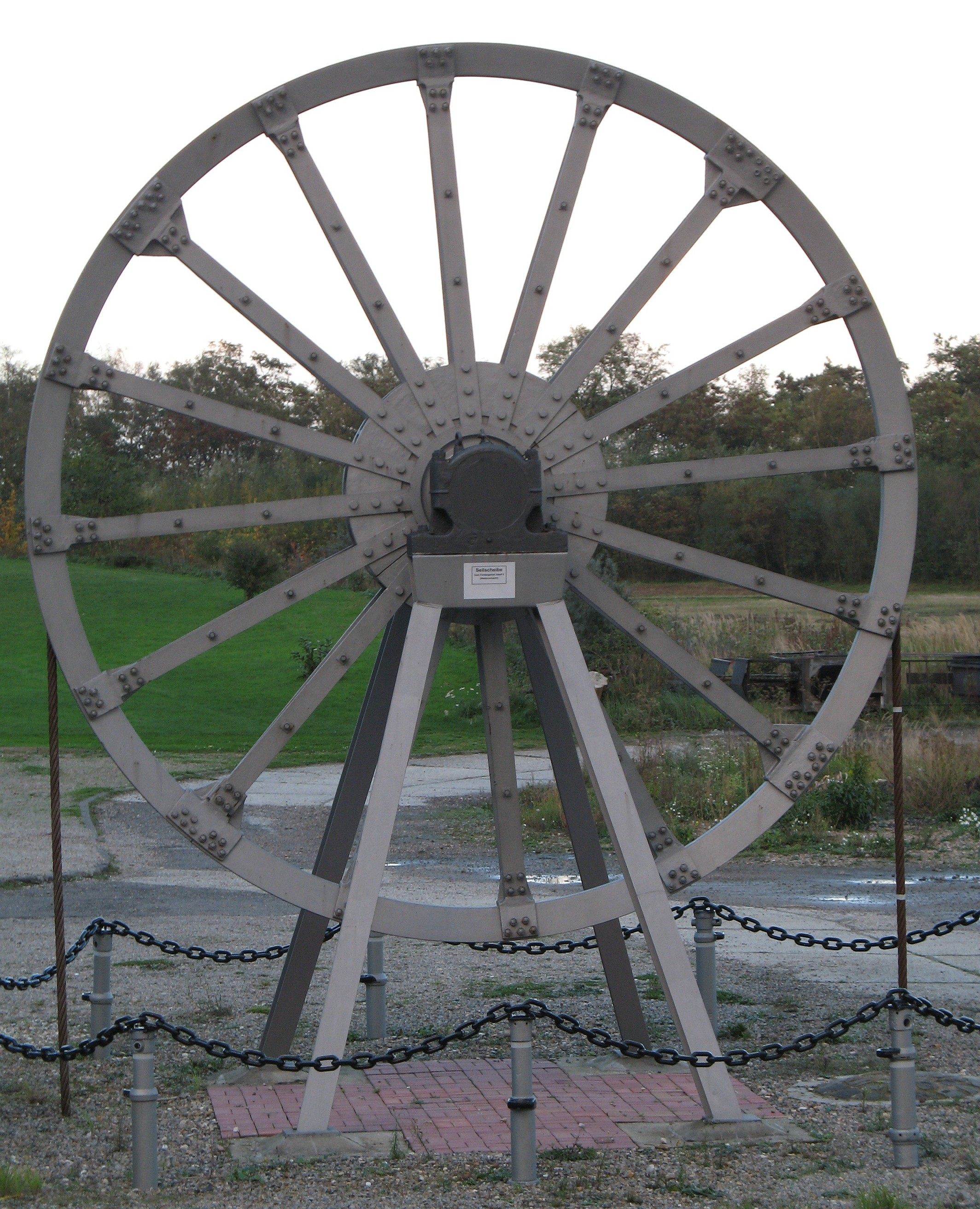
Kötélcsiga a Herzogenrath–Merkstein melletti Grube-Adolf-Parkban

A Herzogenrathtól délnyugatra fekvő Wurm-völgyben található Közép-Európa legrégebbi dokumentált szénbányája, amelyet a szomszédos Kerkrade város Rolduc apátságának feljegyzései (Annales Rodenses) 1113-ban említenek először. A bányászat és a bányászat története évszázadok óta jellemzi Aachen északi kerületét és így Herzogenrath városát is. A markáns salakhalom-táj már messziről látható nevezetességgé vált. Az Eschweiler Bergwerksverein (EBV) 1899 és 1972 között 37,5 millió tonna szenet bányászott a merksteini Adolf-bányában, 2700 alkalmazottal. A föld feletti létesítményeket ezután lebontották, mígnem utolsó épületként csak a felhúzógépház maradt meg. A bányászati örökség a kocsiszín segítségével felhordott lerakó. További kőszénbányák a Herzogenrath területén a Merkstein és Alsdorf-Busch közötti Nordstern bánya, amelyet Eduard Honigmann fejlesztett ki és üzemeltetett, a Kohlscheidban található Laurweg, Langenberg és Kämpchen bányák, valamint a Straßban található Voccart bánya. A 19. század közepéig számos kisebb bánya (aknák, gödrök, alagutak stb.) működött a Wurm-völgy lejtőin. Ezek közül nem mindegyik ismert név szerint. A Straß–Kohlberg–Pannesheide térségében számos aknát hoztak létre. A napóleoni szekularizációig a közeli Rolduc apátság irányította a bányászatot. Legalább egy tucat függőleges akna és egy sor bányaalagút volt, amelyek a bányavizet a Wurm folyóba vezették, amíg nem voltak hatékony szivattyúk csak ezen a területen, a Straß–Kohlberg–Pannesheide melletti „Kohlberg” környékén.
Herzogenrath központjának azonban kevés köze volt a bányászathoz. Ehelyett a Kohlscheid, Kohlberg, Merkstein, Kämpchen és Pannesheide nevű városrészeket jellemezte, ahol a bányák voltak. A Kohlscheid/Straß és Bardenberg/Pley közötti Wurm-völgyben is számos bányászati nyom található. Miután az 1970-es években célzott telepítésekkel rekultiválták a bányát és a lerakóhelyet, a területet évtizedekig magára hagyták. A természet visszahódította ezt a területet. Az 1998-1999-es években az EBV Észak-Rajna-Vesztfália tartomány és az Európai Unió pénzügyi támogatásával az egész területet tájvédelmi parkká alakította át. A „Grube-Adolf-Park Merkstein” mintegy 60 hektárnyi területet foglal magában. Ez az egykori bánya területéből – amelyen csak a felvonógépház maradt meg (ez a park látogatóközpontja) – a mintegy 100 m magas lerakóból és egy mintegy 1 km hosszú erdősávból áll.

## Gazdaság
Az 1950-es évekig Herzogenrath gazdaságát a szénbányák és egy közeli kokszolóüzem határozta meg. Míg a bányászat maradványai még mindig a táj részét képezik a benőtt salakhalmok formájában, addig a mai Herzogenrath más iparágak felé nyitott. A nagy munkaadók közé tartozik a Saint-Gobain, az Aixtron, a Vetrotex (textilüveg) és az Ericsson Eurolab. A város számos elektronikai start-up vállalkozásnak ad otthont, amelyek a szomszédos RWTH Aachen Műszaki Egyetemnek is hasznát veszik.

## Oktatás
Herzogenrathban számos oktatási intézmény található, köztük kilenc általános iskola, amelyek többsége délutáni napközis ellátást is kínál, vagy egész napos iskola. Merksteinben van egy általános iskola (Europaschule), valamint Kohlscheidban egy középiskola és Herzogenrath központjában egy gimnázium. A gimnáziummal egy helyen található a gazdasági és közigazgatási szakközépiskola is. Herzogenrathban van egy „szellemi fejlődésre” szakosodott speciális iskola, a Roda-Schule, valamint egy „tanulásra, érzelmi és szociális fejlődésre és nyelvre” szakosodott speciális iskola, a Käthe-Kollwitz-Schule. Ezenkívül a Volkshochschule Nordkreis Aachen és a Herzogenrath város által működtetett Europaschule változatos oktatási programot kínál felnőtteknek is, beleértve a nyelvtanfolyamokat (pl. hollandot).

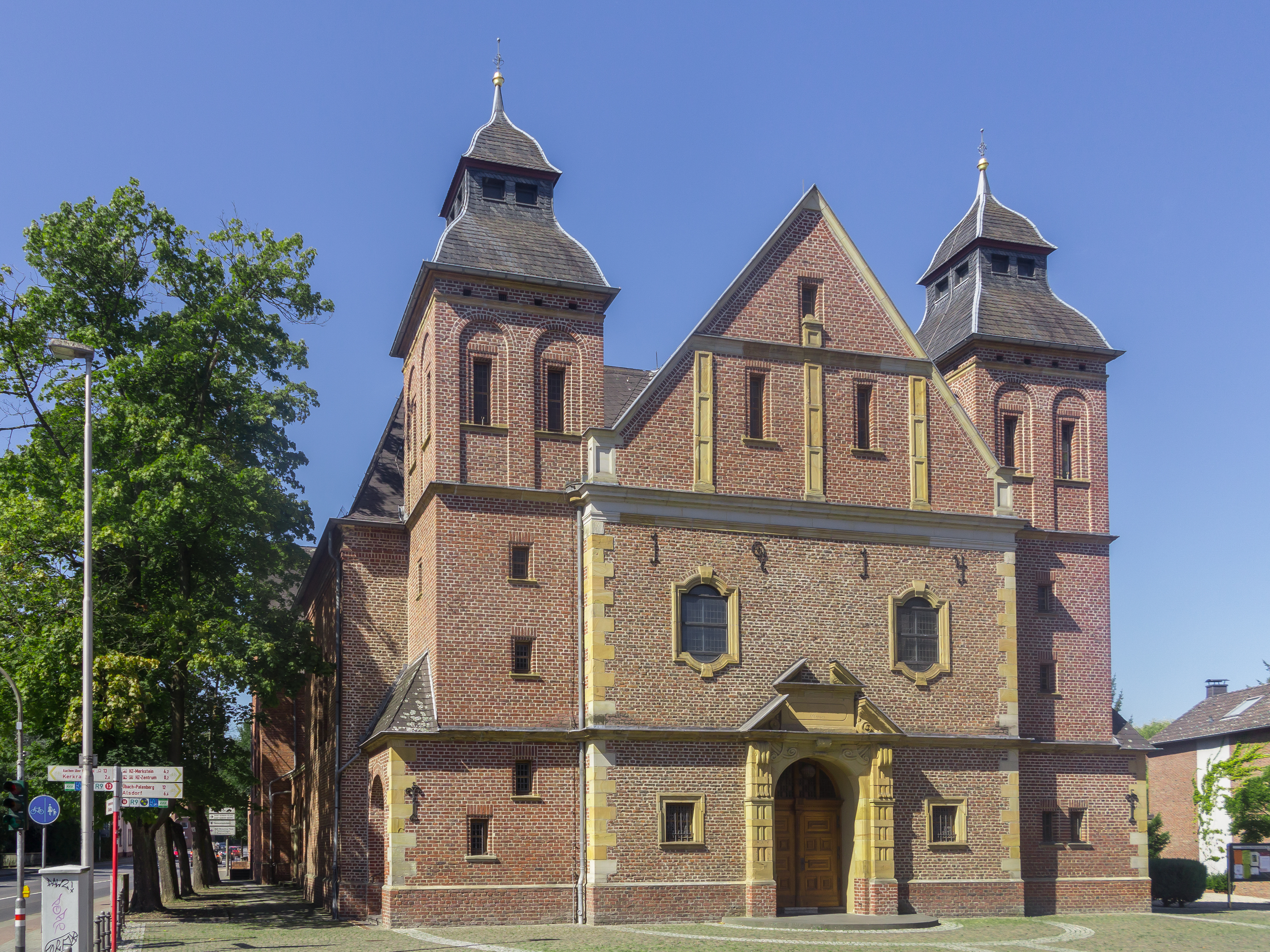
Szent Gertrúd katolikus plébániatemplom, Herzogenrath

## Látnivalók
- Szent Gertrúd-templom, háromhajós neobarokk templom 1914-ből, 12. és 17. századi műemlékekkel, két toronnyal szegélyezett homlokzattal
- Szent József-templom, háromhajós neogótikus téglatemplom, csarnoktemplom a hozzá tartozó nyugati toronnyal, 1908-1909-ből
- Mennybemenetel Miasszonyunk-templom, neobarokk háromhajós bazilika téglából épült, balra és jobbra csatlakozó tornyokkal. 1913-1914
- A Schmetz tűgyár épülete és villája
- Erkensmühle malom
- A városfal maradványai
- Néhány lakóház, tanya, útkereszt
- Neustrasse, a "határtalan út", nemzetközi határutca Herzogenrath és a holland Kerkrade határán
- A Wurm-völgy
- Burg Rode, Rode-kastély a városközpontban

## Kultúra
Herzogenrath lakosai közül sokan a Standarddeutsch mellett a kerkradei dialektust beszélik, amely a határ túloldalán, Kerkradeben is beszélt ripuriai nyelvjárás.

## Közigazgatás
Az 1971-es Aacheni-törvény értelmében Herzogenrathot, Merksteint és Kohlscheidet 1972. január 1-jén Herzogenrath néven várossá egyesítették.
Így a korábbi településekből városrészek lettek, melyek történelmileg az alábbi településrészeket foglalják magukba.
- Merkstein
  - Herbach
  - Hofstadt
  - Magerau
  - Noppenberg
  - Plitschard
  - Ritzerfeld
  - Streiffeld
  - Wildnis
  - Worm
- Herzogenrath
  - Afden
  - Bierstraß
  - Dahlen
  - Gasse
  - Beckenberg
  - Kohlberg
  - Maubach
  - Niederbardenberg
  - Pesch
  - Ruif
  - Straß
  - Thiergarten
  - Wefelen
- Kohlscheid (1908-ig Pannesheide)
  - Bank
  - Berensberg
  - Forensberg
  - Hasenwald
  - Kämpchen
  - Klinkheide
  - Pannesheide
  - Rumpen
  - Schützenheide
  - Vorscheid
  - Wilsberg

## Sport
Herzogenrathban számos különböző sportegyesület működik: tíz futballklub, tornaklub és három úszóklub (valamint a herzogenrathi DLRG helyi klubja).
1885 óta működik a Kohlscheid városrészben, Klinkheidéban egy lövészklub, ahol a tagok egy 30 méter magas rúdra lőnek történelmi nyílpuskával. A lövészklubnak már a világháború alatt is megvolt a maga története. A St Martinus íjászok ma is aktívak, a hagyományokhoz híven minden évben megrendezik a királymadárlövészetet.
Herzogenrathban több lövészklub is működik, köztük az 1250-ben alapított Szent Sebestyén lövészegylet; vannak kézilabda- és röplabdacsapatok, harcművészeti csoportok és túraklubok.

## Népesség
A település népességének változása:
| Lakosok száma | 46 398 | 46 462 | 46 402 | 46 290 | 46 941 | 47 071 |
|               | 2014   | 2017   | 2019   | 2021   | 2022   | 2023   |

## Közlekedés

### Vasúti közlekedés
A város az aacheni közlekedési hálózat része. Herzogenrath vasútállomás az Aachen – Mönchengladbach-vasútvonalon, valamint a Herzogenrath – Heerlen és Stolberg vonalon található. Itt találhatóak az Alt-Merkstein és az August-Schmidt-Platz megállók.
A Mönchengladbach felé vezető útvonalon a Rhein-Niers-Bahn Heinsberg és Duisburg, a Wupper-Express Dortmund, a LIMAX pedig Heerlen felé közlekedik. A Rhein-Niers-Bahn és az Euregiobahn is megáll Kohlscheid állomáson. Herzogenrath 2016-ban csak egy IC vonatpárral volt bekötve a távolsági közlekedésbe, amely 2009 óta közlekedett Aachen és Berlin között. Jelenleg néhány Intercity Express vonat közlekedik a 14-es vonalon és Intercity vonatok a 32-es vonalon. 1999-ig a 20-as vonalon közlekedő IC-k kétóránként közlekedtek Herzogenrathba.
Az állomáson több buszmegálló és egy P+R parkoló található.

### Tömegközlekedés
1902-ben Aachenből Kohlscheidig átadtak egy villamosvonalat, amelyet több szakaszon meghosszabbítottak Herzogenrathon keresztül Merksteinig. A merksteini végállomást 1910-ben érték el. 1912-ig, a második világháború alatt és röviddel utána a szenet is villamoson szállították. 1957 és 1960 között a vonal egyes szakaszait leállították. Azóta a helyi közlekedést teljes egészében autóbuszok végzik; az autóbusz-csomópontok neve August-Schmidt-Platz (Merkstein), Kohlscheid Weststraße (Kohlscheid) és Herzogenrath vasútállomás (Herzogenrath).

### Közúti közlekedés
A városon sem autópálya, sem főút nem halad keresztül. Herzogenrath azonban bekötőutakkal kapcsolódik az autópálya-hálózathoz. A legközelebbi csomópontok az A4-es autópályán Aachen-Laurensberg a déli területre, az A44-es autópályán Broichweiden a központi területre és az A44-es autópályán Alsdorf az északi területre.

### Kerékpárutak
A várost több kerékpárút köti össze:
- Az 524 km hosszú Vízi várak útja több mint 130 várat köt össze az Eifel peremén és a kölni öbölben.
- A Zöld út 370 kilométer hosszan halad a legszebb természeti területeken a belgiumi Beringen, a hollandiai Heerlen és a németországi Düren között Európa egykor egyik legnagyobb szénmezőjén keresztül.
- A két országot érintő útvonal (röviden 2LR) 270 kilométeren kanyarog Aachen és Nijmegen között a Maas és az Alsó-Rajna menti földeken keresztül. A 2LR „sokarcú útvonalként” a természet és a kultúra ötvözetét kínálja.

Tervezik egy Aachenbe vezető kerékpáros autópálya építését.

## Kitüntetések
2008. szeptember 23-án Herzogenrath városa a német kormánytól a sokszínűség megvalósításáért elnyerte a „Ort der Vielfalt" címet.

## Híres herzogenrathiak

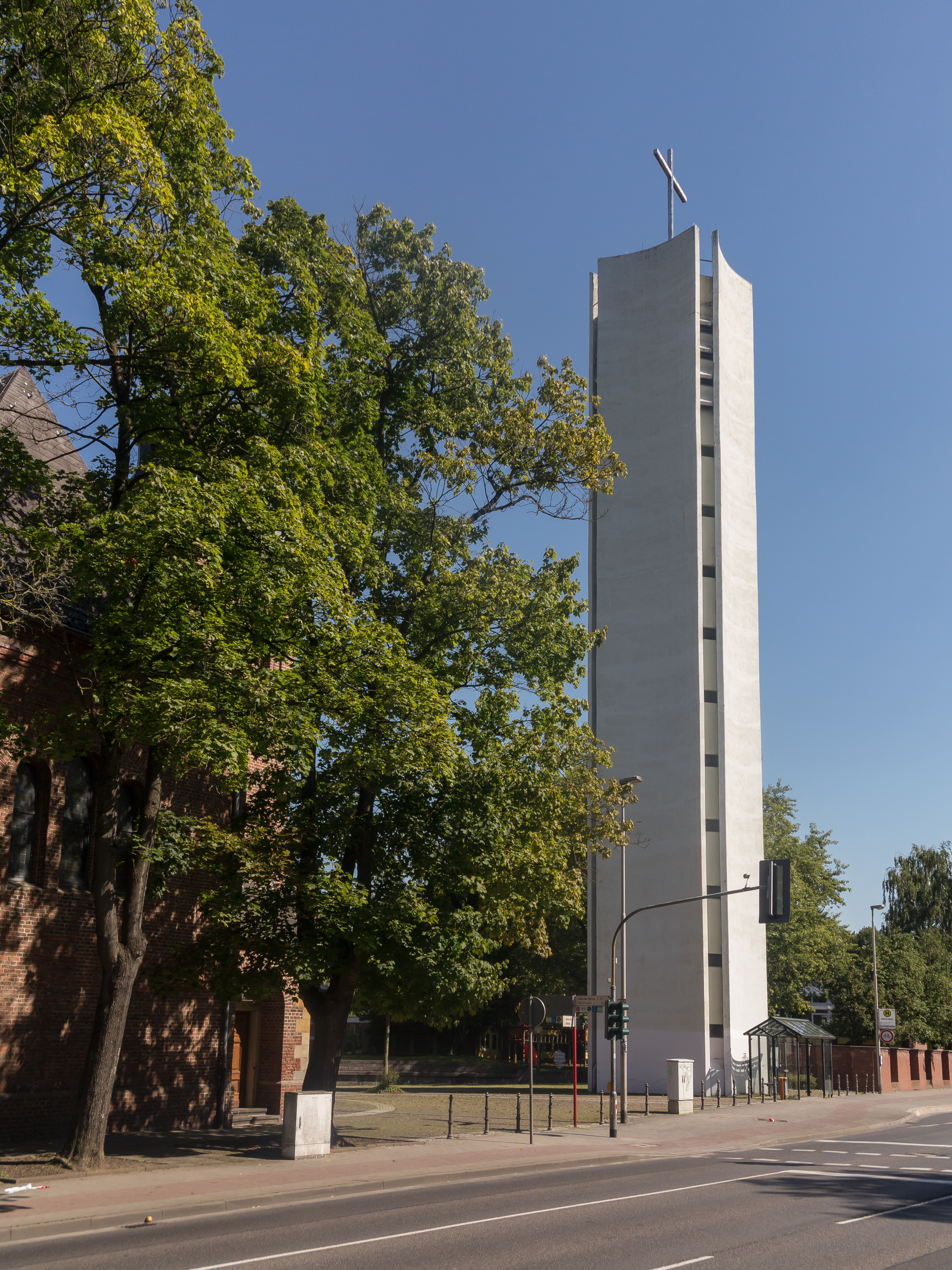
Herzogenrath, Szent Gertrúd harangtorony

- Erich von den Driesch (1878-1915) szobrászművész
- Friedrich Langensiepen (1897-1975) lelkész, a Rajnai Testvéri Tanács tagja a Hitvalló Egyházban.
- Ferdinand Bernhard Schmetz (1897-1968) német tűgyáros és vitorlázórepülőgép-építő Herzogenrathból.
- Hubert Barwahser (1906-1985) holland fuvolaművész és zenetanár.
- Wilhelm Schultheis (1923-2010) Herzogenrath város volt polgármestere és díszpolgára.
- Josef Quadflieg (1924-2020) valláspedagógus és író.
- Manfred Durzak (1938 –) germanista és irodalomtudós.
- Jürgen Zieger (1955 –) a baden-württembergi Esslingen am Neckar városának volt polgármestere.
- Gerard Kever (1956 –) festő és grafikusművész.
- Silvia Szymanski (1958 –) zenész és író.
- Achim Szymanski (1959 –) kreatív igazgató és író.
- Altay Coşkun (1970 –) ókortörténész, 2009 óta tanít a Waterloo-i Egyetemen.
- Dirk Maassen (1970 –) zeneszerző és zongoraművész.

## Testvérvárosok
Herzogenrath testvérvárosi kapcsolatot ápol:
- Bistrița, Románia
- Plérin, Franciaország
- Kerkrade, Hollandia, amellyel Herzogenrath 1991 óta „Eurode” néven szimbolikus „európai várost” alkot[19]

## Határtalan út
A Kerkrade (és így Hollandia) határa egy része a Neustraße mentén halad, amelynek egyik oldala Németországhoz (és így Herzogenrath-hoz), a másik Hollandiához tartozik.
A tényleges határvonal ezen az úton nem mindig az út közepén, a felezővonalon halad, hanem többször ugrál. Ez azt jelenti, hogy az úthasználók tudtukon kívül többször is átlépik a Holland Királyság és a Német Szövetségi Köztársaság közötti országhatárt.